# Back to the Rock Live
Back To The Rock Live é o vigésimo terceiro trabalho da banda Petra e seu terceiro álbum ao vivo, lançado em 2011.
A set list de Back to the Rock Live é praticamente a mesma da versão do álbum de estúdio, com um diferencial apenas para algumas pequenas alterações nos arranjos. Este registro também foi lançado em uma versão expandida.

Capa da versão "Expanded" do álbum Back to the Rock Live.

## Faixas
Todas as músicas por Bob Hartman, exceto onde anotado
1. "Bema Seat" – 04:39
2. "Clean" - 03:32
3. "Angel of Light" – 04:45
4. "Rose Colored Stained Glass Windows" – 04:43
5. "Godpleaser" – 05:07
6. "Second Wind" – 04:55
7. "More Power to Ya" – 03:37
8. "Let Everything That Hath Breath (Praise The Lord)" – 04:29 (Greg X. Volz)
9. "Grave Robber" – 05:10
10. "Adonai" / "Back to the Rock" – 09:21 (Bob Hartman / Greg X. Volz)
11. "Too Big To Fail" – 04:50

## Faixas da Versão Expandida
Todas as músicas por Bob Hartman, exceto onde anotado
1. "Audience Intro" – 00:33
2. "Bema Seat" – 04:21
3. "Hello, Nashville!" – 01:03
4. "Clean" - 03:19
5. "Angel of Light" – 04:48
6. "Rose Colored Stained Glass Windows" – 04:37
7. "Godpleaser" – 04:54
8. "Don't Wanna Be A Man Pleaser" - 00:39
9. "Second Wind" – 04:57
10. "Bob speaks" – 03:20
11. "More Power to Ya" – 03:37
12. "Lord, Thank You" – 00:27
13. "Let Everything That Hath Breath (Praise The Lord)" – 04:35 (Greg X. Volz)
14. "Mark Speaks" – 02:19
15. "Grave Robber" – 05:20
16. "Father, We Thank You" – 00:55
17. "Adonai" - 04:42
18. "Back to the Rock" – 04:50 (Greg X. Volz)
19. "Too Big To Fail" – 04:50

## Créditos
- Bob Hartman - Guitarra, vocal de apoio
- Greg X. Volz - Vocal
- John Lawry - Teclados, vocal de apoio
- Mark Kelly - baixo, vocal de apoio
- Louie Weaver - Bateria, percussão